# Microlepis mosenii
Microlepis mosenii är en tvåhjärtbladig växtart som beskrevs av Célestin Alfred Cogniaux. Microlepis mosenii ingår i släktet Microlepis och familjen Melastomataceae. Inga underarter finns listade i Catalogue of Life.